# Aristanax
Aristanax (en grec Αριστάναξ) va ser un metge grec del que es desconeix la seva vida i el lloc de naixement. Se suposa que va viure al segle ii perquè és mencionat per Sorà (Soranus).